# Llista de topònims de Toses
Llista de topònims (noms propis de lloc) del municipi de Toses, al Ripollès
Informació actualitzada per un bot. Els canvis manuals es perdran quan s'actualitzi!

## cim
| imatge | Nom                | Ubicat a            | instància de | Detalls | coordenades                                                    | Protecció | Commons (més fotos) | Dades a WD                    |
| ------ | ------------------ | ------------------- | ------------ | ------- | -------------------------------------------------------------- | --------- | ------------------- | ----------------------------- |
|        | Pla de les Salines | Vallcebollera Toses | cim plana    |         | 42° 21′ 27″ N, 2° 02′ 26″ E / 42.357573°N,2.040663°E 2374 msnm |           |                     | Modifica les dades a Wikidata |
|        | pic de Gorrablanc  | Vallcebollera Toses | cim          |         | 42° 21′ 42″ N, 2° 04′ 06″ E / 42.361696°N,2.06833°E 2442 msnm  |           |                     | Modifica les dades a Wikidata |

## collada
| imatge | Nom                       | Ubicat a                 | instància de | Detalls | coordenades                                                                       | Protecció | Commons (més fotos) | Dades a WD                    |
| ------ | ------------------------- | ------------------------ | ------------ | ------- | --------------------------------------------------------------------------------- | --------- | ------------------- | ----------------------------- |
|        | Coll de Sant Salvador     | Palau de Cerdanya Toses  | collada      |         | 42° 21′ 09″ N, 2° 01′ 12″ E / 42.352466666666665°N,2.0200666666666667°E 2097 msnm |           |                     | Modifica les dades a Wikidata |
|        | Coll de la Creueta        | Castellar de n'Hug Toses | collada      |         | 42° 18′ 05″ N, 1° 59′ 36″ E / 42.30138°N,1.993362°E 1921.7 msnm                   |           |                     | Modifica les dades a Wikidata |
|        | coll de la Creu de Meians | Alp Toses                | collada      |         | 42° 20′ 50″ N, 2° 00′ 58″ E / 42.34723°N,2.01609°E                                |           |                     | Modifica les dades a Wikidata |
|        | collada de Toses          | Toses Alp                | collada      |         | 42° 20′ 10″ N, 1° 59′ 28″ E / 42.3361°N,1.99111°E 1790 msnm                       |           | Collada de Toses    | Modifica les dades a Wikidata |
|        | collet de Sant Salvador   | Toses Oceja              | collada      |         | 42° 21′ 07″ N, 2° 01′ 12″ E / 42.35191576106715°N,2.020068168640137°E             |           |                     | Modifica les dades a Wikidata |

## entitat singular de població
| imatge | Nom                     | Ubicat a | instància de                                                                   | Detalls                            | coordenades                                                                   | Protecció                                            | Commons (més fotos)     | Dades a WD                    |
| ------ | ----------------------- | -------- | ------------------------------------------------------------------------------ | ---------------------------------- | ----------------------------------------------------------------------------- | ---------------------------------------------------- | ----------------------- | ----------------------------- |
|        | Dòrria                  | Toses    | entitat singular de població centre històric ens local històric de Catalunya   | Estil: arquitectura popular 14 hab | 42° 20′ 05″ N, 2° 04′ 07″ E / 42.3347°N,2.06849°E 1550 msnm                   | bé d'interès cultural bé cultural d'interès nacional | Dòrria                  | Modifica les dades a Wikidata |
|        | Espinosa                | Toses    | entitat singular de població                                                   | 9 hab                              | 42° 19′ 19″ N, 2° 04′ 11″ E / 42.321836°N,2.069661°E 1160 msnm                |                                                      | Espinosa (Toses)        | Modifica les dades a Wikidata |
|        | Fornells de la Muntanya | Toses    | entitat singular de població ens local històric de Catalunya                   | 33 hab                             | 42° 19′ 30″ N, 2° 02′ 55″ E / 42.3250454453533°N,2.04852435756411°E 1276 msnm |                                                      | Fornells de la Muntanya | Modifica les dades a Wikidata |
|        | Nevà                    | Toses    | entitat singular de població ens local històric de Catalunya                   | 58 hab                             | 42° 18′ 48″ N, 2° 04′ 41″ E / 42.3133333333°N,2.07805555556°E 1265 msnm       |                                                      | Nevà                    | Modifica les dades a Wikidata |
|        | Toses                   | Toses    | entitat singular de població ens local històric de Catalunya capital municipal | 78 hab                             | 42° 19′ 19″ N, 2° 01′ 05″ E / 42.32187763°N,2.01810371°E 1446 msnm            |                                                      |                         | Modifica les dades a Wikidata |

## església
| imatge | Nom                                          | Ubicat a | instància de | Detalls                      | coordenades                                                          | Protecció                   | Commons (més fotos)           | Dades a WD                    |
| ------ | -------------------------------------------- | -------- | ------------ | ---------------------------- | -------------------------------------------------------------------- | --------------------------- | ----------------------------- | ----------------------------- |
|        | Sant Cristòfol                               | Toses    | església     | Estil: arquitectura romànica | 42° 19′ 24″ N, 2° 01′ 07″ E / 42.3232°N,2.0187°E                     | bé cultural d'interès local | Sant Cristòfol de Toses       | Modifica les dades a Wikidata |
|        | Sant Martí de Fornells                       | Toses    | església     |                              | 42° 19′ 25″ N, 2° 02′ 47″ E / 42.323728°N,2.046279°E                 | bé cultural d'interès local |                               | Modifica les dades a Wikidata |
|        | església de Sant Cristòfol de Nevà           | Toses    | església     |                              | 42° 19′ 04″ N, 2° 04′ 41″ E / 42.31781°N,2.07796°E                   | bé cultural d'interès local |                               | Modifica les dades a Wikidata |
|        | església de Sant Víctor                      | Dòrria   | església     | Estil: arquitectura romànica | 42° 19′ 59″ N, 2° 04′ 01″ E / 42.332996°N,2.067023°E 1522 msnm       |                             | Sant Víctor de Dòrria         | Modifica les dades a Wikidata |
|        | església de Santa Magdalena de Toses         | Toses    | església     |                              | 42° 19′ 18″ N, 2° 01′ 04″ E / 42.321796°N,2.017898°E                 | bé cultural d'interès local |                               | Modifica les dades a Wikidata |
|        | església de la Mare de Déu del Carme de Nevà | Toses    | església     |                              | 42° 18′ 48″ N, 2° 04′ 44″ E / 42.31342°N,2.07877°E ca:Nevà 1250 msnm | bé cultural d'interès local | Mare de Déu del Carme de Nevà | Modifica les dades a Wikidata |

## font
| imatge | Nom                     | Ubicat a | instància de | Detalls | coordenades                                                         | Protecció | Commons (més fotos) | Dades a WD                    |
| ------ | ----------------------- | -------- | ------------ | ------- | ------------------------------------------------------------------- | --------- | ------------------- | ----------------------------- |
|        | font Baguet             | Toses    | font         |         | 42° 18′ 05″ N, 1° 58′ 38″ E / 42.3012502388148°N,1.97724360736614°E |           |                     | Modifica les dades a Wikidata |
|        | font Ferri              | Toses    | font         |         | 42° 18′ 26″ N, 1° 58′ 42″ E / 42.307105677581°N,1.97842279105204°E  |           |                     | Modifica les dades a Wikidata |
|        | font de la Plana Rodona | Toses    | font         |         | 42° 19′ 46″ N, 1° 59′ 09″ E / 42.3293528642074°N,1.98578219061202°E |           |                     | Modifica les dades a Wikidata |
|        | font de les Formigueres | Toses    | font         |         | 42° 20′ 10″ N, 2° 00′ 40″ E / 42.3361656152218°N,2.01100607632624°E |           |                     | Modifica les dades a Wikidata |
|        | font dels Clots         | Toses    | font         |         | 42° 19′ 22″ N, 1° 59′ 12″ E / 42.322652798006°N,1.9867212684155°E   |           |                     | Modifica les dades a Wikidata |

## indret
| imatge | Nom                   | Ubicat a | instància de | Detalls | coordenades                                                            | Protecció | Commons (més fotos) | Dades a WD                    |
| ------ | --------------------- | -------- | ------------ | ------- | ---------------------------------------------------------------------- | --------- | ------------------- | ----------------------------- |
|        | Pla d'Anyella         | Toses    | indret       |         | 42° 19′ 08″ N, 1° 58′ 49″ E / 42.318849°N,1.980247°E 1840 msnm         |           | Pla d'Anyella       | Modifica les dades a Wikidata |
|        | pla de l'Orri de Dalt | Toses    | indret plana |         | 42° 20′ 42″ N, 2° 00′ 41″ E / 42.34505756421581°N,2.0113653223961596°E |           |                     | Modifica les dades a Wikidata |

## masia
| imatge | Nom                 | Ubicat a | instància de | Detalls                     | coordenades                                                                 | Protecció                                  | Commons (més fotos) | Dades a WD                    |
| ------ | ------------------- | -------- | ------------ | --------------------------- | --------------------------------------------------------------------------- | ------------------------------------------ | ------------------- | ----------------------------- |
|        | Cal Baldric         | Toses    | masia        | Estil: arquitectura popular | 42° 18′ 49″ N, 2° 04′ 43″ E / 42.313711°N,2.078507°E                        | bé integrant del patrimoni cultural català |                     | Modifica les dades a Wikidata |
|        | Cal Ferreró         | Toses    | masia        |                             | 42° 19′ 32″ N, 2° 03′ 02″ E / 42.3254323501194°N,2.05065456885962°E         |                                            |                     | Modifica les dades a Wikidata |
|        | Cal Patllari        | Toses    | masia        |                             | 42° 19′ 31″ N, 2° 03′ 02″ E / 42.3251796095918°N,2.05058554978617°E         |                                            |                     | Modifica les dades a Wikidata |
|        | Cal Serra           | Toses    | masia        | Estil: arquitectura popular | 42° 19′ 17″ N, 2° 00′ 54″ E / 42.321352°N,2.015023°E                        | bé integrant del patrimoni cultural català |                     | Modifica les dades a Wikidata |
|        | Can Baldric de Dalt | Toses    | masia        |                             | 42° 18′ 26″ N, 2° 05′ 07″ E / 42.307270407296°N,2.0852452658529°E 1366 msnm |                                            | Can Baldric de Dalt | Modifica les dades a Wikidata |
|        | Can Canal           | Toses    | masia        | Estil: arquitectura popular | 42° 18′ 40″ N, 2° 04′ 29″ E / 42.311177°N,2.074686°E                        | bé integrant del patrimoni cultural català |                     | Modifica les dades a Wikidata |
|        | Can Morer           | Toses    | masia        |                             | 42° 19′ 27″ N, 2° 04′ 22″ E / 42.3241096490771°N,2.07281116200977°E         |                                            |                     | Modifica les dades a Wikidata |
|        | Cogomells           | Toses    | masia        |                             | 42° 19′ 46″ N, 2° 02′ 50″ E / 42.329476303864°N,2.047298017624°E            |                                            |                     | Modifica les dades a Wikidata |
|        | Espinosa            | Toses    | masia        |                             | 42° 19′ 20″ N, 2° 04′ 13″ E / 42.3221710536684°N,2.07030320780429°E         |                                            |                     | Modifica les dades a Wikidata |
|        | el Palós            | Toses    | masia        |                             | 42° 19′ 38″ N, 2° 01′ 56″ E / 42.3273485476479°N,2.03209260553988°E         |                                            |                     | Modifica les dades a Wikidata |
|        | el Porxo            | Toses    | masia        |                             | 42° 19′ 45″ N, 2° 04′ 04″ E / 42.3290661730111°N,2.06765283648625°E         |                                            |                     | Modifica les dades a Wikidata |
|        | la Polella          | Toses    | masia        |                             | 42° 19′ 52″ N, 2° 03′ 50″ E / 42.3311601908648°N,2.06379853032407°E         |                                            |                     | Modifica les dades a Wikidata |

## molí d'aigua
| imatge | Nom             | Ubicat a | instància de | Detalls | coordenades                                                         | Protecció | Commons (més fotos) | Dades a WD                    |
| ------ | --------------- | -------- | ------------ | ------- | ------------------------------------------------------------------- | --------- | ------------------- | ----------------------------- |
|        | el Molí         | Toses    | molí d'aigua |         | 42° 19′ 21″ N, 2° 04′ 18″ E / 42.3223712679306°N,2.07167163028475°E |           |                     | Modifica les dades a Wikidata |
|        | el Molí de Dalt | Toses    | molí d'aigua |         | 42° 19′ 21″ N, 2° 04′ 10″ E / 42.3223618786909°N,2.06940233286105°E |           |                     | Modifica les dades a Wikidata |

## muntanya
| imatge | Nom                 | Ubicat a                              | instància de | Detalls | coordenades                                                          | Protecció | Commons (més fotos)             | Dades a WD                    |
| ------ | ------------------- | ------------------------------------- | ------------ | ------- | -------------------------------------------------------------------- | --------- | ------------------------------- | ----------------------------- |
|        | Cap del Ginebrar    | Toses                                 | muntanya     |         | 42° 19′ 42″ N, 1° 58′ 36″ E / 42.32825°N,1.97652778°E 1931.3 msnm    |           |                                 | Modifica les dades a Wikidata |
|        | Cim de Coma Morera  | Palau de Cerdanya Toses Vallcebollera | muntanya     |         | 42° 21′ 20″ N, 2° 01′ 25″ E / 42.35569444°N,2.02361111°E 2207.7 msnm |           | Cim de Coma Morera              | Modifica les dades a Wikidata |
|        | Pedra Picada        | Castellar de n'Hug Toses              | muntanya     |         | 42° 17′ 46″ N, 2° 03′ 03″ E / 42.29608333°N,2.05083333°E 2010 msnm   |           | Pedra Picada (Toses)            | Modifica les dades a Wikidata |
|        | Pla de la Bassa     | Alp Toses                             | muntanya     |         | 42° 20′ 32″ N, 2° 00′ 14″ E / 42.3422°N,2.00391°E 2028.3 msnm        |           | Pla de la Bassa (Alp)           | Modifica les dades a Wikidata |
|        | Pleta Roja          | Castellar de n'Hug Toses              | muntanya     |         | 42° 18′ 27″ N, 2° 00′ 50″ E / 42.3074°N,2.01383°E 2032 msnm          |           | Pleta Roja                      | Modifica les dades a Wikidata |
|        | Puig de Dòrria      | Vallcebollera Planoles Toses          | muntanya     |         | 42° 21′ 42″ N, 2° 05′ 05″ E / 42.361767°N,2.084664°E 2547 msnm       |           | Puig de Dòrria                  | Modifica les dades a Wikidata |
|        | Roc del Beç         | Toses                                 | muntanya     |         | 42° 18′ 57″ N, 2° 03′ 17″ E / 42.3157°N,2.05486°E 1645.6 msnm        |           |                                 | Modifica les dades a Wikidata |
|        | Roques de Sant Pere | Toses                                 | muntanya     |         | 42° 19′ 56″ N, 2° 03′ 15″ E / 42.33230278°N,2.05423056°E 1638.6 msnm |           |                                 | Modifica les dades a Wikidata |
|        | Serrat del Paravent | Castellar de n'Hug Toses              | muntanya     |         | 42° 18′ 06″ N, 2° 02′ 24″ E / 42.3018°N,2.04006°E 1910.7 msnm        |           |                                 | Modifica les dades a Wikidata |
|        | Tossal del Morer    | Toses                                 | muntanya     |         | 42° 19′ 39″ N, 2° 04′ 27″ E / 42.3275°N,2.07411111°E 1415.9 msnm     |           |                                 | Modifica les dades a Wikidata |
|        | el Cogulló          | Planoles Toses                        | muntanya     |         | 42° 17′ 47″ N, 2° 05′ 04″ E / 42.2965°N,2.08453°E 1794.1 msnm        |           | El Cogulló (Planoles)           | Modifica les dades a Wikidata |
|        | el Tossal           | Toses                                 | muntanya     |         | 42° 18′ 34″ N, 2° 05′ 12″ E / 42.30941667°N,2.08661111°E 1431.6 msnm |           |                                 | Modifica les dades a Wikidata |
|        | l'Emperadora        | Castellar de n'Hug Toses              | muntanya     |         | 42° 17′ 28″ N, 2° 03′ 52″ E / 42.2911°N,2.06438°E 1962 msnm          |           | L'Emperadora                    | Modifica les dades a Wikidata |
|        | la Creueta          | Castellar de n'Hug Toses              | muntanya     |         | 42° 18′ 20″ N, 2° 00′ 08″ E / 42.305552°N,2.002298°E 2067 msnm       |           | La Creueta (Castellar de n'Hug) | Modifica les dades a Wikidata |
|        | la Moixera          | Castellar de n'Hug Toses              | muntanya     |         | 42° 18′ 26″ N, 2° 01′ 33″ E / 42.30727778°N,2.02591667°E 1995.6 msnm |           |                                 | Modifica les dades a Wikidata |
|        | la Tussa            | Toses                                 | muntanya     |         | 42° 18′ 36″ N, 2° 03′ 34″ E / 42.30994444°N,2.05952778°E 1742.8 msnm |           |                                 | Modifica les dades a Wikidata |

## nucli de població
| imatge | Nom              | Ubicat a | instància de      | Detalls | coordenades                                                       | Protecció | Commons (més fotos) | Dades a WD                    |
| ------ | ---------------- | -------- | ----------------- | ------- | ----------------------------------------------------------------- | --------- | ------------------- | ----------------------------- |
|        | el Raval de Nevà | Toses    | nucli de població |         | 42° 18′ 58″ N, 2° 04′ 40″ E / 42.316217030192°N,2.0778348589964°E |           |                     | Modifica les dades a Wikidata |
|        | la Serreta       | Toses    | nucli de població |         | 42° 18′ 56″ N, 2° 05′ 33″ E / 42.315432709304°N,2.0924078035175°E |           |                     | Modifica les dades a Wikidata |

## serra
| imatge | Nom                 | Ubicat a | instància de | Detalls | coordenades                                                          | Protecció | Commons (més fotos) | Dades a WD                    |
| ------ | ------------------- | -------- | ------------ | ------- | -------------------------------------------------------------------- | --------- | ------------------- | ----------------------------- |
|        | Muntanya de Meians  | Toses    | serra        |         | 42° 20′ 14″ N, 2° 01′ 08″ E / 42.3372°N,2.019°E 2016.7 msnm          |           |                     | Modifica les dades a Wikidata |
|        | Muntanya de Palós   | Toses    | serra        |         | 42° 20′ 31″ N, 2° 02′ 15″ E / 42.342°N,2.03747°E 2227.9 msnm         |           |                     | Modifica les dades a Wikidata |
|        | la Serra            | Toses    | serra        |         | 42° 18′ 47″ N, 2° 04′ 21″ E / 42.3131°N,2.0726°E 1397.4 msnm         |           |                     | Modifica les dades a Wikidata |
|        | serra de les Palmes | Toses    | serra        |         | 42° 19′ 47″ N, 2° 03′ 42″ E / 42.32975833°N,2.06159444°E 1638.6 msnm |           |                     | Modifica les dades a Wikidata |

## vèrtex geodèsic
| imatge | Nom              | Ubicat a | instància de    | Detalls   | coordenades                                                        | Protecció | Commons (més fotos) | Dades a WD                    |
| ------ | ---------------- | -------- | --------------- | --------- | ------------------------------------------------------------------ | --------- | ------------------- | ----------------------------- |
|        | Basa             | Toses    | vèrtex geodèsic | Alt: 1.2m | 42° 20′ 32″ N, 2° 00′ 14″ E / 42.34219°N,2.003895°E 2028.689 msnm  |           |                     | Modifica les dades a Wikidata |
|        | La Creueta       | Toses    | vèrtex geodèsic | Alt: 1.2m | 42° 18′ 20″ N, 2° 00′ 08″ E / 42.30552°N,2.002326°E 2066.801 msnm  |           |                     | Modifica les dades a Wikidata |
|        | Pas dels Lladres | Toses    | vèrtex geodèsic | Alt: 1.2m | 42° 21′ 42″ N, 2° 05′ 05″ E / 42.361761°N,2.084671°E 2547.089 msnm |           |                     | Modifica les dades a Wikidata |

## Misc
| imatge | Nom                        | Ubicat a                                 | instància de           | Detalls                          | coordenades                                                                                               | Protecció                                            | Commons (més fotos)    | Dades a WD                    |
| ------ | -------------------------- | ---------------------------------------- | ---------------------- | -------------------------------- | --- | ---------------------------------------------------- | ---------------------- | ----------------------------- |
|        | Cal Roquetes i Cal Pau     | Toses                                    | casa                   | Estil: arquitectura popular 1668 | 42° 19′ 19″ N, 2° 04′ 11″ E / 42.32185°N,2.069784°E 1158 msnm                                             | bé integrant del patrimoni cultural català           | Cal Roquetes i Cal Pau | Modifica les dades a Wikidata |
|        | Estació de Toses           | Toses                                    | estació de ferrocarril |                                  | 42° 19′ 15″ N, 2° 00′ 55″ E / 42.32091666666667°N,2.015277777777778°E                                     |                                                      | Estació de Toses       | Modifica les dades a Wikidata |
|        | Pont Gran                  | Toses                                    | pont                   | Hi passa: N-260                  | 42° 20′ 18″ N, 2° 01′ 44″ E / 42.3383724614113°N,2.02896161001253°E                                       |                                                      |                        | Modifica les dades a Wikidata |
|        | Rigard                     | Toses Planoles Ribes de Freser Campelles | curs d'aigua           | Desemboca: el Freser Llarg: 25km | 42° 19′ 11″ N, 2° 00′ 20″ E / 42.319828°N,2.005452°E 42° 18′ 17″ N, 2° 10′ 02″ E / 42.304861°N,2.167283°E |                                                      | Rigard River           | Modifica les dades a Wikidata |
|        | casa consistorial de Toses | Toses                                    | casa consistorial      |                                  | 42° 19′ 18″ N, 2° 01′ 04″ E / 42.3215973°N,2.0177118°E                                                    |                                                      |                        | Modifica les dades a Wikidata |
|        | castell de Toses           | Toses                                    | castell                | Estil: arquitectura popular      | 42° 19′ 23″ N, 2° 00′ 52″ E / 42.322976°N,2.014417°E ca:En un turó al nord del nucli de Toses 1529 msnm   | bé d'interès cultural bé cultural d'interès nacional | Castell de Toses       | Modifica les dades a Wikidata |
|        | creu de Meians             | Toses                                    | creu monumental        |                                  | 42° 20′ 48″ N, 2° 00′ 59″ E / 42.34674°N,2.016393°E 1993 msnm                                             |                                                      |                        | Modifica les dades a Wikidata |
|        | pleta del Pla d'Anyella    | Toses                                    | cabana                 |                                  | 42° 18′ 58″ N, 1° 58′ 49″ E / 42.3160297286173°N,1.98034136616526°E                                       |                                                      |                        | Modifica les dades a Wikidata |
|        | túnel de Cargol            | Toses                                    | túnel                  |                                  | 42° 19′ 26″ N, 2° 01′ 46″ E / 42.3238°N,2.02946667°E                                                      |                                                      |                        | Modifica les dades a Wikidata |
|        | túnel de Toses             | Toses                                    | túnel ferroviari       | Estil: arquitectura eclèctica    | 42° 19′ 15″ N, 2° 00′ 42″ E / 42.320769°N,2.011585°E                                                      | bé cultural d'interès local                          | Túnel de Toses         | Modifica les dades a Wikidata |